# Garnett (miasto)
Garnett – miasto położone w hrabstwie Anderson.